# Ciopeia, Hunedoara
Ciopeia este un sat în comuna Sântămăria-Orlea din județul Hunedoara, Transilvania, România.

## Imagine

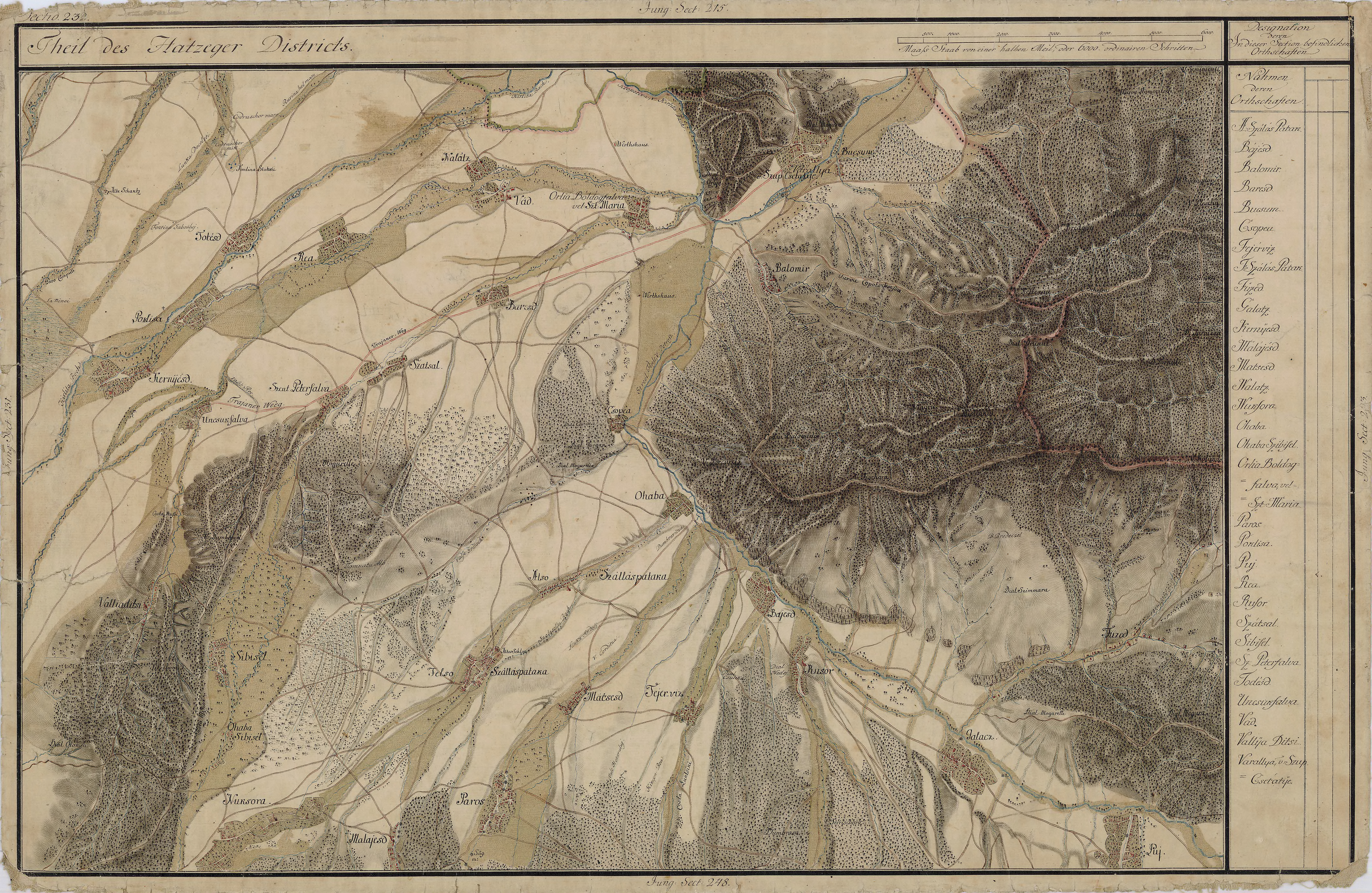
Ciopeia în Harta Iosefină a Transilvaniei, 1769-1773